# آی‌پی‌تی‌پی نتورکس
آی‌پی‌تی‌پی نتورکس (انگلیسی: IPTP Networks) شرکت مخابرات هلندی است، که در سال ۱۹۹۶ تأسیس شد.